# Fluorosilicate de sodium
Le fluorosilicate de sodium est un composé chimique de formule Na2SiF6. Il s'agit d'un solide cristallisé incolore à blanc faiblement soluble dans l'eau. Il s'obtient par neutralisation d'une solution d'acide hexafluorosilicique H2SiF6 (aq) par de l'hydroxyde de sodium NaOH, du carbonate de sodium Na2CO3 ou encore du chlorure de sodium NaCl :
H2SiF6 (aq) + 2 NaCl → Na2SiF6 + 2 HCl (aq).
La réaction est conduite sous forte agitation et contrôle étroit du rapport des réactifs afin d'éviter de former simultanément du fluorure de sodium NaF par excès de NaOH ou de Na2CO3.